# Таміка іржаста
Та́міка іржа́ста (Cisticola rufus) — вид горобцеподібних птахів родини тамікових (Cisticolidae). Мешкає в Західній Африці.

## Поширення і екологія
Іржасті таміки поширені в Сенегалі, Гамбії, Сьєрра-Леоне, Гвінеї, Малі, Буркіна-Фасо, Гані, Того, Беніні, Нігерії, Чаді, Камеруні і Центральноафриканській республіці. Вони живуть в сухій савані і сухих чагарникових заростях, а також на пасовиськах і в прибережних заростях біля річок і озер.